# Ільдефонс Серда
 Ільдефонс Серда-і-Суньєр (кат. Ildefons Cerdà i Sunyer, IPA: iɫdəfons sərða; 23 грудня 1815, Сентелес — 23 серпня 1876, Лос-Корралес-де-Буельна) — прогресивний каталонський іспанський містобудівник, який проектував розширення Барселони.

## Біографія
Серда народився в Сентелесе, Каталонія, в 1815 році. Спочатку він навчався на інженера-будівельника в Школі інженерів, в Мадриді. Він приєднався до Інженерного корпусу і жив у різних містах Іспанії, перш ніж зупинитися в Барселоні. У 1848 році одружився з Клотільдою Бош . Після смерті його братів Серда успадкував сімейний стан і залишив цивільну службу. Він став цікавитися політикою і вивчення міського планування .
Коли уряд дозволив прибрати міські стіни Барселони, він зрозумів необхідність планування розширення міста, щоб нове розширення стане ефективним і придатним для життя місцем, на відміну від перевантаженого, схильного до епідемій старого міста в стінах. Він не зміг знайти відповідні довідкові видання і взяв на себе завдання написання з нуля при проектуванні, що він назвав " Eixample", запозичуючи кілька технологічних ідей від своїх сучасників, щоб створити унікальний проект.
Він продовжував створювати проекти і поліпшити існуючі конструкції протягом усього свого життя, а також для розробки своїх теорій, приймаючи великі галузі планування (на регіональному рівні планування), до самого кінця. У процесі він втратив всю спадщину своєї сім'ї, і помер в 1876 році у великих боргах майже жебраком. Його шедевр не був сплачений.

## Досягнення
Серда був багатогранною людиною, який, в гонитві за своїм баченням, кинув постійну роботу на службі цивільного будівництва, балотувався і став членом Кортеса (парламенту); склав корисне новаторське законодавство, склав неймовірно докладну топографічну зйомку карту околиць Барселони і написав теоретичний трактат для підтримки кожного зі своїх великих проектів планування. Він насправді придумав ряд важливих слів іспанською мовою, в тому числі «Urbanización».

## Головні праці
- Teoría de la Construcción de Ciudades  («Theory of City Construction» , 1859), напісана, каб падтримаць яго папяредні праект 1855 па паширенні Барселоні.
- Teoría de la Viabilidad Urbana y Reforma de la de Madrid  («Theory of Urban Roadspace and Reform of That of Madrid», 1861), каб падтримаць праекти реформаў горада у сталіцу Іспаніі.
- Teoría del Enlace del Movimiento de las Vías Marítimas y Terrestres  («Theory of the Linkage of movement on Landways and Seaways» , 1863), суправадженне папяредняга праекта для сістеми ў порцією Барселони, вялікая Частка зместу да гетага години не знойдзена.
- Teoría General de la Urbanización  («General Theory of Urbanization», 1867), напісана, каб падтримаць яго праект 1859 па паширенні Барселоні.
- Teoría General de la Rurización  («General Theory of Ruralization»)

## Додаткова література
- Arturo Soria y Puig (ed):  Cerdá: the five bases of the general theory of urbanization,  Electa, 1999